# Tersilochus intermedius
Tersilochus intermedius är en stekelart som beskrevs av Horstmann 1981. Tersilochus intermedius ingår i släktet Tersilochus och familjen brokparasitsteklar. Inga underarter finns listade i Catalogue of Life.